# Benthopecten spinosissimus
Benthopecten spinosissimus är en sjöstjärneart som först beskrevs av Percy Sladen 1889.  Benthopecten spinosissimus ingår i släktet Benthopecten och familjen nålsjöstjärnor. Inga underarter finns listade i Catalogue of Life.